# De frente al sol
De frente al sol (lit. De frente pro sol) é uma telenovela mexicana produzida por Carla Estrada para a Televisa e exibida entre 4 de maio e 11 de setembro de 1992. 
Inicialmente era exibida às 19h, mas a partir de 27 de maio de 1992 foi transferida para às 21h, trocando de horário com a telenovela La sonrisa del diablo.
Foi protagonizada por María Sorté e Alfredo Adame, coprotagonizada por Angélica Aragón, Itatí Cantoral, Arcelia Ramírez e Eduardo Santamarina, atuação estelar de Eric del Castillo e antagonizada por José Elías Moreno, Ariel López Padilla, Alejandra Maldonado, Anna Silvetti, Lilia Aragón e Tomás Goros.

## Sinopse
Alicia Sandoval é uma mãe solteira que fez grandes sacrifícios para dar a sua filha uma boa educação, a Carolina. A melhor amiga de Alicia é Chole, uma mulher indígena que mora com sua mãe, Lich, uma velha muito vivaz e com sua filha, Lupita, que tem vergonha de sua origem indígena e, portanto, menospreza sua mãe e sua avó. Carolina e Lupita vão para o ensino médio, onde se tornam grandes amigas.
Alicia trabalha como locutora da Miramar, uma estação de rádio local conhecida em Veracruz, cujo dono é Daniel Santana, um bom homem viúvo que tem uma filha, Elena. Daniel admira e ama Alicia; no entanto, ela não só não lhe corresponde como também deve suportar o assédio de Eulogio, um fanático que a escuta na rádio e fica obcecado por ela, a ponto de tentar tirar proveito dela. 
Por sorte, entre todos os conflitos, Alicia conhece Eduardo Fuentes, um homem mais novo do que ela, com quem estabelece um relacionamento amoroso. No entanto, Ofelia, a mãe de Eduardo, é totalmente oposta ao relacionamento, e em cumplicidade com Sara, que é apaixonada por Eduardo, farão todo o possível para separá-los.
Além de Ofelia e Sara, Alicia também terá que lutar contra sua  pior inimiga: Noemí Serrano, dona da Radio Cafetal; junto com seu cúmplice, Armando Morán Mariño, Noemí esconderá de todos que Alicia é dona da metade da Radio Cafetal, já que Eugenio, o pai de Carolina e o marido de Noemí, deixaram-na herança antes de morrer.
Alicia e Chole também devem lidar com problemas familiares com suas filhas. Mas, apesar de todas as adversidades, os problemas, as dores, as duas mulheres aprenderão que sempre podem começar de novo, levantar-se se tropeçam e olhar, em todo o tempo, "de frente pro sol".

## Elenco
- María Sorté - Alicia Sandoval
- Alfredo Adame - Eduardo Fuentes[1]
- Angélica Aragón - Soledad "Chole" Buenrostro
- Lilia Aragón - Ofelia Villalba vda. de Fuentes
- Itatí Cantoral - Lupita Buenrostro[2]
- José Elías Moreno - Armando Morán Mariño
- Arcelia Ramírez - Carolina Sandoval
- Ada Carrasco - Lich
- Tomás Goros - Eulogio Peredo
- Eric del Castillo - Daniel Santana
- Sergio Klainer - Adrián Bermúdez
- Lupita Lara - Úrsula
- Mónica Miguel - Amaranta
- Miguel Córcega - Hernán
- Joel Núñez - Humberto
- Sara Luz - Adela
- Ariel López Padilla - Juan Carlos Fuentes
- Alejandra Maldonado - Sara
- René Muñoz - Quijano
- Maritza Olivares - Elena Santana
- Eduardo Santamarina - Luis Enrique Bermúdez
- Anna Silvetti - Noemí Serrano
- Romina Castro - Tina
- Ricardo de Loera - Zamudio
- Manuel Guizar - Guzmán
- Gloria Jordán - Mica
- Eduardo Rivera - Jacinto
- Leonardo Daniel - Adrián Bermúdez (Joven)
- Ramiro Huerta - Cheo
- Dinorah Cavazos - Mela
- Andrés Gutiérrez - Fayo
- Sofía Tejeda - Victorina
- Rubén Trujillo - Paco
- Germán Gutiérrez - Hugo
- Mauricio Achar - Alex

## Exibição
Foi reprisada pelo canal TLNovelas entre 22 de novembro de 1999 a 17 de março de 2000.

## Prêmios e indicações

### Prêmios TVyNovelas 1993
| Categoria                 | Nominado(a)         | Resultado |
| ------------------------- | ------------------- | --------- |
| Melhor telenovela         | Carla Estrada       | Venceu    |
| Melhor atriz protagonista | María Sorté         | Venceu    |
| Melhor ator protagonista  | Alfredo Adame       | Indicado  |
| Melhor atriz antagonista  | Anna Silvetti       | Indicado  |
| Melhor ator antagonista   | José Elías Moreno   | Venceu    |
| Melhor atriz principal    | Ada Carrasco        | Venceu    |
| Revelação feminina        | Arcelia Ramírez     | Indicado  |
| Melhor atriz juvenil      | Itatí Cantoral      | Indicado  |
| Melhor ator juvenil       | Eduardo Santamarina | Venceu    |